# 旅情
『旅情』（りょじょう、原題: Summertime）は、1955年のイギリス・アメリカ合衆国合作の恋愛映画。
1952年にブロードウェイで初演されたアーサー・ローレンツの戯曲『カッコウ鳥の頃』の映画化作品であり、デヴィッド・リーンが監督、キャサリン・ヘプバーンとロッサノ・ブラッツィが主演した。撮影はヴェネツィアで行われている。
主題歌はロッサノ・ブラッツィが歌った『Summertime In Venice』で、当時大ヒットした。

## ストーリー
ジェーン・ハドソンは、オハイオ州アクロン在住の独身中年の自称「おしゃれな秘書」で、夏の休暇に、何年もかけて貯めたお金で長年の夢だったヴェネチア旅行に来た。宿に向かう水上バスで、彼女は同じアメリカ人のロイドとイーディスのマキルヘニー夫妻と乗り合わせる。宿では、自宅をペンションに改装した未亡人のフィオリーニ夫人が出迎える。同じ宿には、若いアメリカ人画家のエディ・イエーガーとその妻フィルも逗留している。ヴェネチア滞在中、ジェーンは、人懐っこいイタリア人の浮浪児マウロに何度も出会うことになる。
最初の夜、ジェーンはサンマルコ広場に行くが、多くの恋人たちを見て寂しさをつのらせる。屋外のカフェで座っていると、1人のイタリア人男性が自分を見つめていることに気づき、慌てて席を立つ。
翌日、ジェーンは買い物に出かけ、或る骨董品店のショーウインドーに赤いガラスのゴブレットを見つける。店に入ると、店主のレナート・デ・ロッシが前夜、自分を見ていた男であることに気づく。彼は、ゴブレットは本物の18世紀の工芸品だと言い、ジェーンはレナートからイタリアでの値切り交渉の仕方を教えて貰った後、それを購入する。レナートはジェーンにもう一度会いたいと思ったことから、同じゴブレットをもう1つ探すことを申し出る。翌朝、ジェーンはマウロと一緒に店に行くが、レナートは不在でがっかりする。ジェーンは、レナートの店を8ミリカメラで撮影中に誤って運河に転落してしまい、恥ずかしい思いをし、マウロに宿まで連れて行って欲しいと頼む。
その夜、レナートがジェーンの宿に来て、ジェーンに惹かれていることを告白する。彼の気持ちを受け入れないジェーンに対して、彼は幸せのチャンスを無駄にしないようにと言う。ジェーンが彼と夕食を共にすることを了承しようとした時、マキルヘニー夫妻がムラーノ島での買い物から戻り、ジェーンが買ったものとほぼ同じ新しい赤いゴブレットのセットをジェーンに見せる。レナートはジェーンが自分に騙されたと思っていることに気付き、同じデザインが何世紀にもわたってヴェネツィアで使用されてきたのだと言い、彼女が買ったものは本物の骨董品だと保証する。ジェーンの怒りは収まり、サンマルコ広場でロッシーニが演奏されるということから、彼の招待を受け入れる。
2人は広場で月明かりに照らされたコンサートに出席し、オーケストラが「泥棒かささぎ」の序曲を演奏する。花売りが近づいてくると、レナートはジェーンが蘭ではなくシンプルなクチナシを選んだことに驚く。その後、2人が街を散策している最中、ジェーンはクチナシを運河に落としてしまい、レナートは奮闘したがそれを拾うことが出来なかった。宿に戻ると、レナートはジェーンにキスをし、ジェーンは情熱的に応えて「愛している」とつぶやき、急いで部屋に駆け込む。翌日、ジェーンはその夜のデートに備えて、サロンでトリートメントを受け、新しい服を買う。広場で彼を待っていると、レナートの「甥」ヴィトがやって来て、彼がレナートの息子であることが分かる。レナートが結婚していて子供が何人かいることを知って驚いたジェーンは、近くのバーに入り、そこでフィルと出会う。フィルは、エディとの結婚生活が危ういと打ち明ける。
宿に戻ると、ジェーンはエディがフィオリーニ夫人と浮気をしていて、マウロが仲介役になっていることを知る。ジェーンは愕然とし、「この街では夜になると何かが起こる」と言う。レナートがやって来て、イタリアでは事情が違う、エディとフィオリーニ夫人の関係はジェーンには関係ないことだと言う。彼は結婚していることを認めるが、妻とは別居していると言う。そして、ジェーンが離れて行ってしまうことを恐れて、そのことは言わないでいたのだと言う。彼は、ジェーンはナイーブ過ぎて、手に入らないものを望むだけで、手に入れられるものを受け入れようとしないでいると言う。ジェーンは理解し、デートは野外の中庭のナイトクラブで続き、そこで2人は夜通し踊る。その後、遠くで花火が上がる中、ジェーンとレナートはレナートの家に行き、一緒に寝る。
2人はブラーノ島で数日間、のんびりと過ごす。ジェーンは、不幸な結果に終わることが分かっている関係を続ける気にはなれず、早めに帰国することを決める。レナートはジェーンに残るよう懇願するが、ジェーンはパーティーは終わる前に去るのが良いのだと言い、決心を変えない。ジェーンはレナートに駅に見送りに来ないように言うものの、その申し入れが無視されることを期待している。駅のプラットホームでは、マウロがさよならを言うために走って来て、ジェーンに小物をプレゼントする。列車が発車すると、ジェーンはプラットホームを走ってくるレナートを見て歓喜する。彼は窓から彼女に荷物を渡そうとするが、列車に追い着けない。彼は走るのを止め、箱を開けてプレゼントを掲げる。それはクチナシの花であった。

## キャスト
| 役名                 | 俳優                     | 日本語吹替                         | 日本語吹替                                                                            | 日本語吹替 |
| 役名                 | 俳優                     | 日本テレビ旧版                     | 日本テレビ新版                                                                        | テレビ朝日版 |
| -------------------- | ------------------------ | ---------------------------------- | ------------------------------------------------------------------------------------- | --- |
| ジェーン・ハドソン   | キャサリン・ヘプバーン   | 三木弘子                           | 小沢紗季子                                                                            | 原知佐子 |
| レナード・デ・ロッシ | ロッサノ・ブラッツィ     | 高橋昌也                           | 滝田裕介                                                                              | 井上孝雄 |
| フィオリーニ夫人     | イザ・ミランダ           | 水城蘭子                           | 山田早苗                                                                              | 此島愛子 |
| マウロ               | ガイタノ・アウディエロ   | 永久勲雄                           | 永久勲雄                                                                              | 松田辰也 |
| エディ・イエーガー   | ダーレン・マクギャヴィン |                                    |                                                                                       | |
| 不明 その他          |                          |                                    | 滝口順平 高村章子 伊武雅之 浅井淑子 鹿沼政仁 岸野一彦 菅谷政子 小野丈夫 巴菁子 宮下勝 | 羽佐間道夫 小谷野美智子 滝口順平 鈴木博 川路夏子 阪脩 岡崎ミハル 笹岡繁蔵 国坂伸 藤城裕士 竹口安芸子 中村秀利 谷口節 柳沢紀男 清川元夢 |
|                      |                          |                                    |                                                                                       | |
| 演出                 | 演出                     |                                    | 中野寛次                                                                              | 中野寛次 |
| 翻訳                 | 翻訳                     |                                    | 森みさ                                                                                | 森みさ |
| 効果                 | 効果                     |                                    | 芦田公雄 熊耳勉                                                                       | PAG |
| 調整                 | 調整                     |                                    | 山下欽也                                                                              | 山田太平 |
| 制作                 | 制作                     |                                    | 東北新社                                                                              | 東北新社 |
| 解説                 | 解説                     | 水野晴郎                           | 水野晴郎                                                                              | 淀川長治 |
| 初回放送             | 初回放送                 | 1974年5月22日 『水曜ロードショー』 | 1976年2月18日 『水曜ロードショー』                                                    | 1979年11月18日 『日曜洋画劇場』 |

## スタッフ
- 監督 - デヴィッド・リーン
- 製作 - イリヤ・ロパート
- 脚本 - H・E・ベイツ、デヴィッド・リーン
- 音楽 - アレッサンドロ・チコニーニ
- 撮影 - ジャック・ヒルドヤード
- 編集 - ピーター・テイラー
- プロダクションデザイン - ヴィンセント・コルダ

## 映画賞受賞・ノミネーション
| 賞                           | 部門       | 候補                   | 結果       |
| ---------------------------- | ---------- | ---------------------- | ---------- |
| アカデミー賞                 | 監督賞     | デヴィッド・リーン     | ノミネート |
| アカデミー賞                 | 主演女優賞 | キャサリン・ヘプバーン | ノミネート |
| ニューヨーク映画批評家協会賞 | 監督賞     | デヴィッド・リーン     | 受賞       |
| 英国アカデミー賞             | 総合作品賞 | デヴィッド・リーン     | ノミネート |
| 英国アカデミー賞             | 海外女優賞 | キャサリン・ヘプバーン | ノミネート |

## 備考
- 監督のデヴィッド・リーンは後年、「この作品が最も気に入っている」と発言している。
- キャサリン・ヘプバーンは、運河に落ちるシーンの撮影の際、目に細菌が入って感染症にかかった。
- ホンダ・カブの最初期モデル、C100のシートの色はこの映画に登場したベネチアングラスの色が参考にされている。
- 劇中、サンタルシア駅に着いた米国人の観光客がタクシーを呼ぶ場面があるが、ヴェネツィアでは手押し車と自転車以外の車両交通の走行は禁止されている[3]。